# Vincent Youmans
Vincent Youmans (* 27. September 1898 in New York; † 5. April 1946 in Denver) war ein US-amerikanischer Komponist und Broadway-Produzent. Youmans schrieb das Musical No, No, Nanette und zahlreiche Titel, die von Jazzmusikern wie von Billie Holiday bevorzugt interpretiert wurden und zu Jazz-Standards wurden, wie die Titel Tea For Two, I Want to Be Happy, I Know That You Know, Time on My Hands, Without a Song und More Than You Know.

## Biographie
Vincent Youmans Vater war Eigentümer einer Hutfabrik in New York. So wuchs der Junge in begüterten Verhältnissen auf. Schon in jungen Jahren zeigte er ein großes Interesse an der Musik. Bereits als Vierjähriger konnte er Klavier spielen. Nach seiner Schulausbildung, die er auf Privatschulen absolviert hatte, hegte er erst den Plan, Ingenieur zu werden, nahm das Studium dann aber doch nicht auf, sondern trat als Angestellter in ein Maklerbüro in der Wall Street ein. Es war ihm aber nur kurze Zeit vergönnt, dort zu arbeiten, denn schon 1917 wurde er zur Armee verpflichtet. Seinen Dienst versah er bei einem Marinestützpunkt, der mit einer Militärkapelle aufwarten konnte, die von John Philip Sousa geleitet wurde. Youmans trat in das Orchester ein, für das er auch seine ersten Songs komponierte.
Nachdem der Erste Weltkrieg beendet war, stand für Youmans fest, dass er nicht wieder für seinen früheren Arbeitgeber in der Wall Street tätig sein werde. Während seines Militärdienstes war ihm klar geworden, dass für ihn nur ein Beruf in Frage komme, bei dem die Musik die Hauptrolle spielt. Von 1918 bis 1919 assistierte er seinem Landsmann, dem Operettenkomponisten Victor Herbert, als Probenpianist bei der Einstudierung seiner Bühnenwerke.
Am 3. Mai 1921 trat er das erste Mal als Komponist eines Musicals an die Öffentlichkeit: Am Cohan Theatre wurde Two Little Girls in Blue uraufgeführt. Es war für ihn ein Achtungserfolg. Zwei Jahre später kam für ihn der Durchbruch. Sein Musical Wildflower ging am 7. Februar 1923 erstmals über die Bühne und erreichte die stattliche Aufführungszahl von 477 Vorstellungen; der Musicalsong Bambalina etablierte sich über die Fassung von Paul Whiteman.
Das Jahr 1924 spielte in Youmans’ Biografie eine besondere Rolle. Im April dieses Jahres kam in Detroit sein Musical No, No, Nanette heraus. Bereits bei der Premiere kündigte sich an, dass diesem Werk ein Welterfolg beschieden sein werde. Drei Bühnen tourten mit dem Stück quer durch die USA. 17 Theater spielten es in Südamerika, Asien und Europa. Allein in London kam es zu 665 Aufführungen. 1925 schließlich erreichte das Musical den Broadway. In einer überarbeiteten Fassung fand dort am 16. September im Globe Theatre die Feuertaufe statt. Von nun an sollte es nur noch in dieser Fassung gespielt werden.
Aber nicht immer war Vincent Youmans das Glück hold. Nach dem Welterfolg von No, No Nanette fühlte er sich zu Höherem berufen. Obwohl er für sein nächstes Werk den angesehenen Oscar Hammerstein als Librettisten gewinnen konnte, erlebte er 1928 mit Rainbow ein Desaster. Auch sein nächstes Werk, das Musical Smiles, floppte. Der Titel Time on My Hands (mit den lyrics von Adamson und Mack Gordon) aus diesem Musical wurde jedoch zu einem viel gespielten Jazz-Standard; Billie Holiday machte den Song weltberühmt. Seine letzten Arbeiten waren für den Fred-Astaire-Film Carioca (1933). Das aus diesem Film stammende Tanzlied Carioca wurde für den Oscar nominiert.
Vincent Youmans war schon seit seiner Jugend gesundheitlich angeschlagen. 1934 erkrankte er an Tuberkulose. Zwölf Jahre lang kämpfte er mit dieser Krankheit. Zwischendurch schien es immer mal wieder, als hätte er sie besiegt, doch letztendlich besiegte die Krankheit ihn. Der Tod ereilte ihn am 5. April 1946 in Denver, als er in einem Hotel übernachtete. Der Komponist hat keine Nachkommen. Sämtliche Tantiemen kommen der von ihm gegründeten Vincent-Youmans-Stiftung zugute, die Menschen hilft, die an Tuberkulose erkrankt sind.

## Werke

### Musicals
- Two Little Girls in Blue (1921)
- Wildflower (1923)
- Mary Jane McKane (1923)
- Lollipop (1924)
- A Night Out (1925)
- No, No, Nanette (1925)
- Oh, Please (1926)
- Hit the Deck (1927)
- Rainbow (1928)
- Great Day (1929)
- Smiles (1930)
- Through the Years (1932)
- Take a Chance (1932)

### Filmmusiken
- Hit the Deck (1929)
- No, No Nanette (1930)
- What a Window! (1930)
- Take a Chance (1933)
- Carioca (Flying Down to Rio) (1933)

### Titel
- Sometimes I’m Happy (1927)
- Hallelujah! (1927)
- Without a Song (1929)
- Time on My Hands (1930)
- Carioca (1933)